# 聖路易主教座堂 (貝魯特)
圣路易主教座堂（St. Louis Cathedral） 又名嘉布遣会圣路易主教座堂（Saint Louis Capuchin Cathedral）是一座罗马天主教主教座堂，位于贝鲁特市中心 ，Grand Serail和重建和发展委员会以北。该堂由嘉布遣会传教士建于1864-1868年，供奉法国国王圣路易九世。教堂以其砂岩立面、玫瑰色的木质窗户和高耸的新钟楼而引人注目。北部大逃。拜占庭建筑风格，由建筑师 Luigi Cavelli 和Edmond Duthoit设计.现有的钟楼于1950年代添加。在黎巴嫩内战（1975-1990年）期间，该堂遭到破坏，战后进行了全面的翻新工程。

## 历史

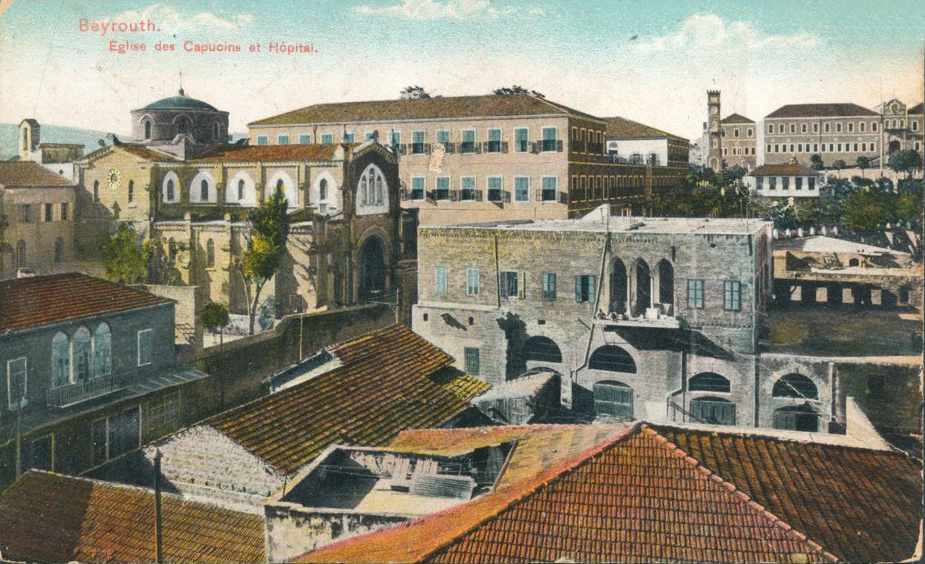
1910年的圣路易斯大教堂

1628年，嘉布遣会传教士到达贝鲁特，没有自己的礼拜场所，因此先借用贝鲁特中央区的马龙尼礼教会圣乔治堂。1732年，嘉布遣会建立了在贝鲁特的第一座教堂，在里亚德·索尔广场（Riad Solh Square）现址附近，供奉圣路易九世。
1868年，他们搬到了 Bab Edris 地区，建造了目前的主教座堂，拜占庭建筑风格，仍然供奉圣路易。在法国托管黎巴嫩期间，新的主教座堂被用于正式的庆祝活动。该堂是贝鲁特唯一的拉丁堂区，先后由意大利嘉布遣会（1868-1903）、法国嘉布遣会（1903-1952）和目前的中东嘉布遣会副省管理。并为现存的圣路易斯大教堂揭幕。1950年，增加了钟楼。
1975-1990年的黎巴嫩内战对该堂造成了破坏。1975年12月，该堂遭袭击。交战各派别之间进行激战，黎巴嫩内战期间，该堂和毗邻的修女院 遭到抢劫和焚烧，黎巴嫩修士 Ferdinand Abu Jaoudé在此遭到屠杀。敌对行动结束后，圣路易主教座堂是贝鲁特市中心第一个修复的地标，于2000年12月重新向公众开放。